# Lumban Rau Tengah
Lumban Rau Tengah is een bestuurslaag in het regentschap Toba Samosir van de provincie Noord-Sumatra, Indonesië. Lumban Rau Tengah telt 602 inwoners (volkstelling 2010).